# Национално първенство на България по алпийски ски
Националното първенство по алпийски ски на България се провежда ежегодно от 1925 г. на различни български ски писти по календар, определен от Българската Ски Федерация. 
Дисциплините, които са били включвани през различните години в програмата на първенството на България по алпийски ски са: спускане, супер гигантски слалом, гигантски слалом, слалом, комбинация и супер комбинация. В рамките на националното първенство се организират състезания както при мъжете и жените, така и в отделни възрастови групи – момичета младша и старшва възраст, момчета младша и старша възраст, както и за ветерани, които също са разделени в отделни възрастови групи.

## 2010 г.
Националното първенство на България по алпийски ски за 2010 г. се провежда в Банско, но скоростните дисциплини се състоят на 18 и 19 януари, а техничните – на 6 и 7 април 2010 г.
| дата           | място  | дисциплина             |                 |                 |                    |
| -------------- | ------ | ---------------------- | --------------- | --------------- | ------------------ |
| 18 януари 2010 | Банско | супер гигантски слалом | Стефан Георгиев | Георги Георгиев | Светослав Георгиев |
| 19 януари 2010 | Банско | супер комбинация       | Стефан Георгиев | Георги Георгиев | Стефан Присадов    |
| 06.04.2010     | Банско | гигантски слалом       | Стефан Присадов | Никола Чонгаров | Стефан Георгиев    |
| 07.04.2010     | Банско | слалом                 | Деян Тодоров    | Стефан Присадов | Михаил Седянков    |

| дата           | място  | дисциплина             |                   |                  |                  |
| -------------- | ------ | ---------------------- | ----------------- | ---------------- | ---------------- |
| 18 януари 2010 | Банско | супер гигантски слалом | Мария Киркова     | Силвия Маджарска | Деница Вълчева   |
| 19 януари 2010 | Банско | супер комбинация       | Мария Киркова     | Силвия Маджарска | Мария Камбарева  |
| 06.04.2010     | Банско | гигантски слалом       | Десислава Славева | Деница Вълчева   | Йоана Тагамлицка |
| 07.04.2010     | Банско | слалом                 | Силвия Маджарска  | Деница Вълчева   | Йоана Тагамлицка |

## 2009 г.
От 6 до 9 април 2009 г. в Банско се провеждат състезанията за Националното първенство на България по алпийски ски, валидни и за календара на Международната федерация по ски (ФИС). При жените, както и през 2008 г., Мария Киркова печели убедително във всички стартове.  При мъжете големият отсъстващ е шампионът в слалома за предходните две години Килиан Албрехт. Въпреки това конкуренцията е значителна. В супер гигантския слалом и слалома Стефан Георгиев успява да вземе националните титли, но в слалома остава трети. В най-техничната алпийска дисциплина национален шампион става Михаил Седянков, а на втората позиция остава Деян Тодоров. Другите фаворити Никола Чонгаров и Георги Георгиев не успяват да завършат първия манш. 
| дата       | място  | дисциплина             |                 |                 |                 |
| ---------- | ------ | ---------------------- | --------------- | --------------- | --------------- |
| 06.04.2009 | Банско | супер гигантски слалом | Стефан Георгиев | Никола Чонгаров | Димитър Христов |
| 08.04.2009 | Банско | гигантски слалом       | Стефан Георгиев | Деян Тодоров    | Димитър Христов |
| 09.04.2009 | Банско | слалом                 | Михаил Седянков | Деян Тодоров    | Стефан Георгиев |

| дата       | място  | дисциплина             |               |                   |                     |
| ---------- | ------ | ---------------------- | ------------- | ----------------- | ------------------- |
| 06.04.2009 | Банско | супер гигантски слалом | Мария Киркова | Десислава Славева | Боряна Хаджииванова |
| 08.04.2009 | Банско | гигантски слалом       | Мария Киркова | Силвия Маджарска  | Мария Камбарева     |
| 09.04.2009 | Банско | слалом                 | Мария Киркова | Силвия Маджарска  | Деница Вълчева      |

## 2008 г.
Националното първенство по алпийски ски на България за 2008 г. се провежда в Банско в дисциплините супер гигантски слалом, гигантски слалом и слалом и е част от календара на Международната федерация по ски (ФИС). Супер гигантският слалом се състои на 29 февруари 2008 г., а другите две дисциплини - гигантски слалом и слалом, са проведени в началото на април същата година. При жените Мария Киркова печели изключително убедително и трите дисциплини. При мъжете обаче ситуацията е по-различна. Георги Георгиев и Стефан Присадов
взимат първите си национални титли, а в слалома за втора поредна година най-добър е Килиан Албрехт. Стефан Георгиев и в трите старта остава на второто място.
| дата       | място  | дисциплина             |                 |                 |                 |
| ---------- | ------ | ---------------------- | --------------- | --------------- | --------------- |
| 29.02.2008 | Банско | супер гигантски слалом | Стефан Присадов | Стефан Георгиев | Кирил Манолов   |
| 02.04.2008 | Банско | гигантски слалом       | Георги Георгиев | Стефан Георгиев | Михаил Седянков |
| 03.04.2008 | Банско | слалом                 | Килиан Албрехт  | Стефан Георгиев | Михаил Седянков |

| дата       | място  | дисциплина             |               |                  |                  |
| ---------- | ------ | ---------------------- | ------------- | ---------------- | ---------------- |
| 29.02.2008 | Банско | супер гигантски слалом | Мария Киркова | Петя Георгиева   | Силвия Маджарска |
| 02.04.2008 | Банско | гигантски слалом       | Мария Киркова | Силвия Маджарска | Мария Камбарева  |
| 03.04.2008 | Банско | слалом                 | Мария Киркова | Силвия Маджарска | Петя Георгиева   |

## 2007 г.
Националното първенство по алпийски ски на България за 2007 г. се провежда в Банско от 28.03 до 2.04.2007 г. в дисциплините супер гигантски слалом, гигантски слалом и слалом и е част от календара на Международната федерация по ски (ФИС).  Първите си национални титли печели състезаващият се за България австриец Килиан Албрехт. Той прави това в гигантския слалом и в слалома в конкуренцията на многократния национален шампион Стефан Георгиев, който успява да спечели единствено в супер гигатнския слалом. При жените спорът за първите места е между Силвия Маджарска и Мария Киркова, като първата успява да се представи по-добре и да спечели техничните дисциплини, докато за Мария Киркова остава единствено националната титла в супер гигантския слалом.
| дата       | място  | дисциплина             |                 |                 |                 |
| ---------- | ------ | ---------------------- | --------------- | --------------- | --------------- |
| 28.03.2007 | Банско | супер гигантски слалом | Стефан Георгиев | Георги Георгиев | Михаил Седянков |
| 29.03.2007 | Банско | гигантски слалом       | Килиан Албрехт  | Стефан Георгиев | Михаил Седянков |
| 02.04.2007 | Банско | слалом                 | Килиан Албрехт  | Стефан Георгиев | Георги Георгиев |

| дата       | място  | дисциплина             |                  |                |                   |
| ---------- | ------ | ---------------------- | ---------------- | -------------- | ----------------- |
| 28.03.2007 | Банско | супер гигантски слалом | Мария Киркова    | Петя Георгиева | Стефания Савкова  |
| 29.03.2007 | Банско | гигантски слалом       | Силвия Маджарска | Мария Киркова  | Стефания Савкова  |
| 02.04.2007 | Банско | слалом                 | Силвия Маджарска | Петя Георгиева | Десислава Славева |

## 2006 г.
Националното първенство по алпийски ски на България за 2006 г. се провежда на Витоша на 15.03 и 16.03.2006 г. в дисциплините гигантски слалом и слалом и е част от календара на Международната федерация по ски (ФИС).  Стефан Георгиев и Десислава Джурова
стават национални шампиони и в двете дисциплини съответно при мъжете и жените.
| дата       | място  | дисциплина       |                 |                 |                 |
| ---------- | ------ | ---------------- | --------------- | --------------- | --------------- |
| 15.03.2006 | Витоша | гигантски слалом | Стефан Георгиев | Димитър Христов | Стефан Златарев |
| 15.03.2006 | Витоша | слалом           | Стефан Георгиев | Михаил Седянков | Деян Тодоров    |

| дата       | място  | дисциплина       |                   |                  |                |
| ---------- | ------ | ---------------- | ----------------- | ---------------- | -------------- |
| 15.03.2006 | Витоша | гигантски слалом | Десислава Джурова | Силвия Маджарска | Гергана Шокова |
| 15.03.2006 | Витоша | слалом           | Десислава Джурова | Силвия Маджарска | Мария Киркова  |